# Postpartumdepression
Postpartumdepression eller förlossningsdepression är en depression som kan drabba nyblivna mödrar en kort tid efter förlossning. Depressionsformen är allvarlig, eftersom den förutom moderns egna besvär orsakar relationsproblem med spädbarnet under den första, viktiga tiden i livet. Postpartumdepression är mycket vanligare än den ännu allvarligare störningen postpartumpsykos.
Med förlossningsdepression avses i standardiserade diagnosmanualer sådana som uppkommer till följd av fysiologiska rubbningar eller fysiska faktorer (ICD-10 F50-59), och därför innefattas endast mödrars sådana i termen. Dock talas ibland också om postpartumdepression hos fäder.
Postpartumdepression kallas ibland amningsdepression.

## Symtom
Det har sedan Hippokrates böcker från antiken varit känt att förlossningar kan orsaka affektiva störningar hos modern. Under denna tid genomgår kvinnan snabba hormonförändringar. Det var dock först på 1990-talet som det erkändes som en särskild form av depression. DSM definierar postpartumdepressioner som depressioner som uppkommer inom fyra veckor efter förlossning. I ICD-10 förs postpartum- och postnataldepressioner till Beteendesyndrom associerade med fysiska störningar och fysiska faktorer  (F53.0) och för att diagnosticeras som detta krävs att depressionen uppkommer inom sex veckor efter förlossningen. Depressionen får heller inte kunna föras till någon annan diagnos i ICD:s manual.
Ett lindrigare tillstånd uppträder ofta i samband med att laktationen (bröstmjölkutsöndringen) börjar någon dag efter förlossningen, och visar sig i att mödrarna då har lättare att gråta, har humörsvängningar och kort stubin. Detta drabbar ungefär 50 procent av alla mödrar. Postpartumdepression innebär att detta tillstånd består och förvärras. 10 procent eller fler av samtliga mödrar, oavsett psykisk hälsa i övrigt, drabbas av en svårare postpartumdepression.
I likhet med postpartumpsykoser och andra depressioner, finns en ökad risk för att den nyblivna modern skadar sig själv eller barnet. Det finns fall där kvinnor med diagnosen övergivit sina barn, och fall när hon både begått självmord och dödat sitt barn (barnadråp).

## Förekomst
Globala förekomsten av postpartumdepression uppskattas till att vara 17,2 procent. Prevalensen skiljer sig dock stort i olika delar av världen. Prevalensen är som lägst i Danmark på 6,5 procent och som högst i Afghanistan 60,9 procent. 
I Sverige drabbas 8–15 procent av alla nyblivna mödrar av depression efter förlossningen, cirka 10 000 kvinnor årligen.

## Orsaker
Det finns flera konkurrerande och samverkande förklaringsmodeller till postpartumdepressioner, som huvudsakligen bygger på neuropsykiatriska responser hos kvinnan på de förändrade hormonnivåerna och på individuella psykosociala förutsättningar. En av de mest accepterade teorierna är att de häftiga svängningarna i progesteron- och östrogennivåerna efter förlossningen är avgörande för etiologin. Dock är insjuknandet inte alls relaterat till den totala mängden könshormoner som modern har. En annan teori är att reaktionen är gemensam för alla däggdjur, och att den beror på en stressrelaterad reaktion på psykosociala förutsättningar som leder till att mindre mängder oxytocin utsöndras, varigenom moderskänslorna inte infinner sig.
Det verkar också finnas ett samband mellan PMS och postpartumdepression, vilket tycks bero på att somliga kvinnor är känsligare för hormonsvängningar än andra. Tillståndet kan därför antingen bero på en bristande homeostas eller på problem med den intracellulära signaleringen.

## Riskgrupper
Kvinnor som saknar socialt stöd i sin omgivning utvecklar oftare postpartumdepressioner än andra, och kvinnor som drabbats under tidigare förlossningar drabbas oftare än de som inte gjort det. Andra riskfaktorer omfattar låg socioekonomisk status, upplevda stressorer under graviditeten, en svår graviditet och/eller förlossning, problem i sin parrelation samt tidigare historia av psykisk ohälsa, främst tidigare depressioner. 

## Förebyggande åtgärder
Psykosociala och psykologiska åtgärder sent i graviditeten eller inom sex veckor efter förlossningen kan minska risken för postpartumdepression, jämfört med sedvanlig hälsovård. Mest effektiva är insatserna om de är individuellt anpassade och inleds kort efter förlossningen. Psykosocialt stöd i form av hembesök av vårdpersonal efter förlossningen är ett exempel på åtgärd som förebygger depressiva symtom. Det minskar risken för att insjukna med cirka 40 procent.
En psykologisk metod som förebygger depression efter förlossning är IPT, interpersonell psykoterapi. För KBT (kognitiv beteendeterapi, en form av psykoterapi som ofta används vid behandling av depression i Sverige), behövs mer forskning för att visa om metoden har effekt på depressiva symtom efter förlossning.
Telefonstöd från en lekman kan förebygga uppkomsten av depressiva symtom efter förlossning. Enligt en amerikansk studie ger telefonstöd faktiskt större effekt än hembesök av lekmän. En förklaring kan vara att telefonstödet är fokuserat på den nyblivna mamman, medan hembesök kan vara mer fokuserade på barnet och hemmiljön.

## Behandling
Postpartumdepression behandlas som övriga depressioner, med psykoterapi eller antidepressiva läkemedel.  En systematisk litteraturöversikt som har gjorts avÂ SBU visar kognitiv beteendeterapi (KBT) kan minska depressiva symtom hos gravida med lindrig till måttlig depression. Även psykoedukation kan minska symtomen hos gravida med lindrig till måttlig depression men SBU bedömer att minskningen är för liten för att ha klinisk betydelse.